# 審議官
審議官（しんぎかん）は、日本の行政機関における官職の名称に使われる語で、身分は国家公務員ないし地方公務員。
日本の中央省庁では国家行政組織法第第十八条第四項に基づいて設置される「次官級」のものと、二十一条第四項又は第五項に基いて設置される「局長級」、「局次長級」のものがあり、いずれも所掌事務の一部を総括整理する職とされる。なお○○級とは言ってもその職とは俸給に差が付けられており、これらの分類はむしろ組織上の階層に基づいたものである。いずれも指定職である。
なお、日本の中央省庁の審議官は英語訳では Deputy Director-General （または Deputy Commissioner）と訳されるが、これは次長や参事官などにも用いられることがある（次長を参照）。
地方自治体では審議監、民間では審議役という役職を置いているところが存在する。

## 主な審議官

### 次官級
一般に「外務審議官」「総務審議官」等の形で省名のついた審議官は「省名審議官」と通称されるが、これは次官補に当たり、事務次官に次ぐ各省官僚ナンバー2のポストである。省名審議官は内閣府審議官については内閣府設置法、各省・各庁については国家行政組織法に規定される「所掌事務の一部を総括整理する職」（総括整理職）として置かれており、その設置、職務及び定数は、法律（庁にあつては、政令）でこれを定めるとされ、これを以って次官級審議官と呼んでいる。従って他の審議官と違い、次官級審議官とは統一の区分に基づく形で名称に拘らずまとめられた一群であって、財務官のように「審議官」の名を付さないものも含まれる。また、「総務省総務審議官」、「財務省財務官」のような省名を冠した表記がされることもあるが、正式な官名は省名を付さない（内閣府審議官を除く）。
職務は一般に「○○審議官は、命を受けて、○○省の所掌事務に係る重要な政策に関する事務を総括整理する。」と定めることとされているが、特定の事務に限って総括整理することを規定する場合は、当該事務に係る名称とすることができ、その場合は、職務は「命を受けて、(職務の中心となる)事務を総括整理する。」と規定される（金融庁、財務省、環境省が該当）。
また技術関係を総括整理する職として、技監（国土交通省）、医務技監（厚生労働省）が設置されており、職務は「所掌事務に係る技術を統理する。」と規定される。
なお英訳の際には、事務次官との混同を避けるため「国際担当次官」などとして、「担当分野を限定された事務次官」という形式をとることが多い。
現在存在する「省名審議官」その他の次官級審議官は以下の通り。下記のうち、金融国際審議官は指定職6号俸、その他の官は指定職7号俸の給与を受ける。2014年7月に防衛省に設置されて以降、省名審議官またはこれに相当する役職が置かれていないのは、法務省のみである。
| 職名           | 所属       | 備考 |
| -------------- | ---------- | --- |
| 内閣府審議官   | 内閣府     | 2人 |
| 金融国際審議官 | 金融庁     | 政令職であるが、局長より上位であり次官級とされる。                                                                                   |
| 総務審議官     | 総務省     | 3人 |
| 外務審議官     | 外務省     | 2人 |
| 財務官         | 財務省     | |
| 文部科学審議官 | 文部科学省 | 2人 |
| 厚生労働審議官 | 厚生労働省 | |
| 医務技監       | 厚生労働省 | |
| 農林水産審議官 | 農林水産省 | |
| 経済産業審議官 | 経済産業省 | |
| 国土交通審議官 | 国土交通省 | 3人 |
| 技監           | 国土交通省 | 省名は付かないが、国土交通審議官とともに次官級とされる総括整理職であり、旧建設省採用の道路もしくは河川系の土木系技官が就くのが慣例。 |
| 地球環境審議官 | 環境省     | |
| 防衛審議官     | 防衛省     | |
| 防衛技監       | 防衛装備庁 | |
| デジタル審議官 | デジタル庁 | |

### 局長級

#### 大臣官房総括審議官
各省庁の官房に置かれている局長級の総括整理職。各省組織令で規定される職。府省によって1～3人置かれる。以前は「大臣官房総務審議官」と呼ばれていたが、中央省庁再編時に総務省に新たに置かれた次官級の「総務審議官」との混同を避けるため、「総括審議官」に改称された。
総括審議官は各省庁に置かれているが、内局の局長よりは下の役職として位置づけられることがほとんどである。そうでない場合でも局長と同格とされるのが普通で、それより上位とはされない。あくまで官房審議官の首席にして、官房長の次位の位置づけである。なお、金融庁は総合政策局に総括審議官が設置されている。
名称は総括審議官又は技術総括審議官とし、所掌事務は「命を受けて、○○省の所掌事務に(係る技術に)関する重要事項の企画及び立案並びに調整に関する事務を総括整理する」と定められる。

### 局次長級

#### 大臣（長官）官房審議官
「審議官」と普通に呼ばれるときは大抵これであり、そのまま審議官級と呼ぶこともある。
局長と課長の間に位置する役職であるため中二階総括整理職とされ、局等の事務について特定の機能(局長等の総括管理機能の一部その他企画調整、統制等の機能)が局長等の負担軽減の見地から、特に強化される必要のある場合において、その機能について、所掌事務上又は組織上、これを部門化することが適当ではない場合に置くものこととされる。
中二階総括整理職の設置、職務及び定数は政令（実施庁に置かれる中二階総括整理職は府省令）で定められ、名称については、中二階総括整理職の場合には審議官又は技術審議官とすることが基本である(他の職に「審議官」の名称は用いない。)。
職務については、中二階総括整理職の場合には「○○省の所掌事務に関する(技術に関する)重要事項についての企画及び立案に参画し、関係事務を総括整理する。」とされる。
国家行政組織法上は官房、局又は部のいずれにも設置可能であるが、その職務内容の観点から内部部局等各部門に設置される総括整理職については官房等府省庁全体の政策調整を所掌する部門に集中することとされ、通常は大臣官房に置かれることを原則としている。ただし、多くは「○○局担当」と担務が指定され当該の局の事務を担当している。

#### ○○審議官
特に必要がある場合に設置される特定政策分野の総括整理職で、特定政策の名称＋審議官（＝「名付き審議官」）といった名称を用いる。
所掌事務は「命を受けて、(特定政策)事務に係る重要事項についての企画及び立案並びに調整に関する事務を総括整理する」と定められる。特定分野の部・課・室を束ねる性格を与えられていることも多く、職務的にも局長と紛らわしいが、名付きであることとポストの高さ・給与水準（号俸）とが連動しているわけではない。下記はその例（すべてではない）。
| 職名                                   | 所属                   | 号俸         |
| -------------------------------------- | ---------------------- | ------------ |
| 政策立案総括審議官                     | （各府省大臣官房）     | 指定職2～5号 |
| 少子化・青少年対策審議官               | （内閣府大臣官房）     | 指定職2号    |
| 地域力創造審議官                       | （総務省大臣官房）     | 指定職3号    |
| 地球規模課題審議官、国際文化交流審議官 | （外務省大臣官房）     | 指定職2号    |
| 商務・サービス審議官                   | （経済産業省大臣官房） | 指定職3号    |
| 公共交通・物流政策審議官               | （国土交通省大臣官房） | 指定職3号    |

#### サイバーセキュリティ・情報化審議官
2015年のサイバーセキュリティ戦略に基づき、政府機関におけるセキュリティ・IT人材育成総合強化方針が決定された。同方針では各政府機関のサイバーセキュリティ及び行政情報化推進体制の強化を図るべく、各府省の大臣（長官）官房において、2016年4月からサイバーセキュリティ・情報化審議官（一部の政府機関においてはサイバーセキュリティ・情報化参事官などの課長級ポスト）を設置することとした。同審議官は各府省の副CISO兼副CIOとして司令塔を担うポストである。給与水準はおおむね指定職2号俸から3号俸である。なお、総務省のサイバーセキュリティ統括官（局長級、総務省CISO）と名称が類似しているが異なるポストである。また、2022年に警察庁長官官房サイバーセキュリティ・情報化審議官が廃止されたが、同審議官の所掌事務は長官官房技術総括審議官が引き継いだ。

### 内閣審議官
内閣官房に置かれる職であり、内閣官房組織令で規定される政令職である。内閣官房副長官補、国家安全保障局、内閣総務官室、内閣広報室、内閣情報調査室、国家サイバー統括室、内閣人事局の事務のうち重要事項に参画し、一部を総括整理する（内閣官房組織令7条）。
次官級（拉致問題対策本部長、国土強靭化推進室次長等）から局次長級までの幅が広いポストであり、実際の格付けは担当業務を確認する必要がある。また、副長官補室の審議官は、副長官補を補佐し、内政を分担する重要な業務を担う。旧内務省、大蔵省及び経産省の3人の事務官が就いていたが、2020年から、国交省出身の技官が技術的課題の調整担当として席を置き4人に増えた。
次官級の省名審議官である内閣府審議官と名称が類似するが、位置づけは異なる。

### 人事院事務総局の審議官
事務総局に総括審議官、審議官およびサイバーセキュリティ・情報化審議官各1人、人材局に審議官および試験審議官各1人、公平審査局に審議官1人、職員福祉局に職員団体審議官1人が、それぞれ置かれている。

### 会計検査院事務総長官房審議官
総括審議官1名、審議官13名、サイバーセキュリティ・情報化審議官1名が配置されている。

### 最高裁判所事務総局の審議官
最高裁判所事務総局に、最高裁判所事務総局の事務のうち重要な事項の企画及び立案に参画する審議官が2人（裁判官の充て職1人、裁判所事務官1人）、デジタル審議官及び家庭審議官（家庭裁判所調査官の最高ポストだが官としては裁判所技官）が置かれる。

### 地方公共団体の審議官
中央省庁のほか、地方公共団体においても審議官が置かれることが増えている。広島県経営戦略審議官、奈良県知事公室審議官、岡山県政策審議監、神戸市技術審議監、八代市政策審議監、中津市健康福祉部審議監などの例がある。
なお、地方公共団体では国家公務員の職名の接尾辞に使用される「官」に代わる接尾辞として、同音の「監」などを充てている場合も多いが、地方公共団体であっても役職名に「官」を使用する例も見受けられる。